# 伊藤精彦
伊藤 精彦（いとう きよひこ）は、日本の電子工学者。北海道大学名誉教授。元苫小牧工業高等専門学校校長。元電子情報通信学会通信ソサイエティ会長。

## 人物・経歴
1963年北海道大学工学部電気工学科卒業。1965年北海道大学大学院工学研究科修士課程修了、北海道大学工学部講師。1966年北海道大学工学部助教授。1969年電子通信学会米沢賞受賞。1970年シラキュース大学研究員。1979年北海道大学工学部教授。1991年SPS91 Award受賞。1992年映像情報メディア学会北海道支部長。1998年電子情報通信学会業積賞受賞。2001年苫小牧工業高等専門学校校長、北海道大学名誉教授、電子情報通信学会通信ソサイエティ会長。2003年IEEEフェロー、電子情報通信学会フェロー。2008年苫小牧工業高等専門学校名誉教授。2015年瑞宝中綬章受章。アンテナ研究に多大な功績があったとして、平成27年電子情報通信学会功績賞受賞。